# Алікорто
Аліко́рто (Brachypteryx) — рід горобцеподібних птахів родини мухоловкових (Muscicapidae). Представники цього роду мешкають в Південно-Східній Азії. 

## Опис
Алікорто — дрібні птахи, середня довжина тіла яких становить 12-14 см, а вага — 12,5–27,5 г. У них короткі округлі крила, короткі хвости, довгі лапи і тонкі, гострі дзьоби. Вони ведуть прихований спосіб життя. живуть в густому підліску.

## Таксономія і систематика
Раніше алікорто відносили до родини дроздових (Turdidae), однак за результатами низки молекулярно-генетичних досліджень їх було переведено до родини мухоловкових.

## Види
Виділяють шість видів:
- Алікорто рудочеревий (Brachypteryx hyperythra)
- Алікорто малий (Brachypteryx leucophris)
- Алікорто сизий (Brachypteryx montana)
- Алікорто індиговий (Brachypteryx cruralis)[7][8]
- Алікорто китайський (Brachypteryx sinensis)[9][8]
- Алікорто тайванський (Brachypteryx goodfellowi)[10][8]

## Етимологія
Наукова назва роду Brachypteryx походить від сполучення слів дав.-гр. βραχυς — короткий і πτερυγος — крило.